# The Punisher: Dirty Laundry
The Punisher: Dirty Laundry (estilizado como #DirtyLaundry) es un Fan film de 2012 basada en la franquicia de Punisher, protagonizada por Thomas Jane (retomando el papel protagonista de la película de 2004 The Punisher) y Ron Perlman. La película se proyectó por primera vez en el 2012 San Diego Comic-Con International.

## Trama
En un barrio degradado, Frank Castle se despierta y sale de su camioneta para lavar su ropa. En su camino a la lavandería Coin-op, es testigo de una banda callejera que detienen y se enfrentan a tres prostitutas antes Goldtooth, el líder de la banda, toma una de ellas en un callejón y la viola. A pesar de escuchar los gritos de una, Frank se ocupa de sus negocios a distancia y coloca su ropa en una lavadora. Minutos más tarde, un niño llamado DeShawn cruza por el barrio y es acosado por la pandilla mientras Goldtooth le ofrece la oportunidad de vender drogas para ellos. Cuando DeShawn se niega, los miembros de la banda comienzan a golpearlo. Frank camina hacia una tienda de licores en la calle para conseguir una botella de Yoo-hoo. Allí, un empleado de la tienda minusválido llamado Big Mike le dice que hace dos años, fue testigo de una situación similar y terminó lisiado por hacer frente a la pandilla.
Frank paga por el Yoo-hoo y compra una botella de Jack Daniel's, que utiliza para el club de los miembros de las pandillas. Después de matar a los matones, rompe el brazo y la pierna derecha de Goldtooth antes de pedirle cuál es la diferencia entre la justicia y el castigo, mientras vierte el whisky en él. Luego saca un encendedor y lo coloca en el suelo, antes de regresar a la lavandería. La prostituta maltratadas vuelve a la escena para recoger el mechero y ajustar al líder de la banda en el fuego como Frank regresa a su camioneta con su ropa. DeShawn se acerca a él para devolverle la camiseta que se le cayó, pero Frank le dice que se la guarde. Como Frank se marcha, el niño desenrolla la camisa para mostrar el símbolo de Punisher.

## Elenco
- Thomas Jane como Frank Castle / The Punisher.
- Ron Perlman como Big Mike.
- Sammi Rotibi como Goldtooth.
- Karlin Walker como DeShawn.
- Brandee Tucker como The Girl.

## Producción
Thomas Jane proyectará la película en el panel RAW Studios en el 2012 San Diego Comic-Con International. Al explicar la razón de este proyecto, que publicó esta cita en YouTube:
Quería hacer una película de fans de un personaje al que siempre he amado y en el que siempre he creído. Una carta de amor a Frank Castle y a sus fans, que fue una experiencia increíble con todo el mundo en el lanzamiento del proyecto, creado por el simple gusto de hacerlo. Ha sido una maravilla ser parte de principio a fin; esperamos que los amigos de Frank disfruten viéndolo tanto como nosotros lo  hicimos haciéndolo.
La película es también el primer medio que revela un nuevo logotipo Punisher diseñado por Tim Bradstreet.